# Камия, Сохэй
Сохэй Камия (яп. 神谷 宗幣; род. 12 октября 1977, Ои) — японский политический и государственный деятель, член Палаты советников (с 2022), председатель партии «Сансэйто» (с 2020).

## Биография
Родился 12 октября 1977 года в посёлке Такахама, округ Ои, префектура Фукуи, Япония.
В 1996 году окончил местную среднюю школу, после чего поступил на факультет гуманитарных наук Университета Кансай, где учился на отделении истории и географии. После окончания обучения переехал в Суйту, префектура Осака, где стал преподавателем старших классов. В 2004 году он поступил на юридический факультет родного университета, где в 2007 году окончил курс профессиональной подготовки и получил степень доктора юриспруденции. На местных выборах 2007 года Камия был впервые избран в городской совет Суйты, а позднее он основал региональную политическую партию «Суйта Синсэнгай», став её первым председателем.
В ноябре 2012 года Камия вступил в «Либерально-демократическую партию Японии», возглавив её местное отделение в 13-м округе Осаки. На парламентских выборах 2012 года председатель партии Синдзо Абэ выступил с личной поддержкой кандидатуры Камии, однако, он не смог набрать необходимого количества голосов.
В 2019 году Камия запустил онлайн- политическую организацию «政党DIY», а в марте 2020 года, он вместе со своими ближайшими сторонниками основал политическую партию «Сансэйто», заняв пост её председателя. 10 июля 2022 года он выдвинул свою кандидатуру на выборах в Палату советников, одержав победу.
30 июня 2025 года Камия объявил, что к партии присоединился бывший член «Партии инноваций Японии», благодаря чему «Сансэйто» удалось установить контроль над пятью местами в парламенте, что дало ей возможность участвовать в теледебатах. 13 июля того же года Камия заявил, что партия намерена придерживаться политики  «Японцы превыше всего».